# Anomalohalacarus ruffoi
Anomalohalacarus ruffoi är en kvalsterart. Anomalohalacarus ruffoi ingår i släktet Anomalohalacarus och familjen Halacaridae. Inga underarter finns listade i Catalogue of Life.